# Philodendron rhizomatosum
Philodendron rhizomatosum är en kallaväxtart som beskrevs av Sakuragui och Simon Joseph Mayo. Philodendron rhizomatosum ingår i släktet Philodendron och familjen kallaväxter. Inga underarter finns listade.